# Kościół Matki Boskiej Szkaplerznej w Zbylutowie
Kościół Matki Boskiej Szkaplerznej w Zbylutowie – rzymskokatolicki kościół filiarny wzniesiony w ok. połowie XIII w. Świątynia należy do dekanatu Lwówek Śląski diecezji legnickiej. W niektórych źródłach kościół figuruje pod wezwaniem Wniebowzięcia Najświętszej Marii Panny.

## Historia
Świątynia została wzniesiona około połowy XIII wieku jako kamienna budowla z kwadratowym prezbiterium, sklepionym krzyżowo-żebrowo i wspartym na narożnych kolumienkach, zakończona od wschodu półkolistą absydą. W 1492 roku kościół został przebudowany – dobudowano wieżę i zakrystię, a w nawie umieszczono ośmioboczny filar wspierający nowe, późnogotyckie sklepienie.
Według źródeł historycznych (m.in. Lutsoh), książę Henryk I Brodaty w 1223 roku przekazał wieś Tuczmansdorf (dzisiejszy Zbylutów) wraz z istniejącym tu wówczas drewnianym kościołem klasztorowi w Trzebnicy.
W kolejnych stuleciach obiekt podlegał dalszym modyfikacjom. Około 1900 roku miała miejsce gruntowna przebudowa: wymieniono stolarkę, przebudowano okna, wykonano nową emporę organową i prospekt organowy, zmieniono konstrukcję dachu (obniżając jego nachylenie), a także wykonano nową polichromię figuralno-ornamentalną (zamalowaną po 1955 roku).

## Architektura
Kościół usytuowany jest we wschodniej części wsi, przy końcu drogi prowadzącej do Skorzynic, około 10 metrów na południe od niej. Całość otoczona jest murem z nieregularnego kamienia piaskowcowego, obejmującym cmentarz przykościelny. W pobliżu znajduje się kompleks zabudowań plebanii: budynek probostwa, gospodarczy i administracyjno-gospodarczy. Na styku zakrystii i prezbiterium znajduje się studnia.
Świątynia zbudowana jest z kamienia piaskowcowego, w partiach zakrystii zastosowano nieregularny cios. Tynki są typu „baranek.” Detale architektoniczne, takie jak portale, obramienia okienne, gzymsy czy sterczyny, wykonane są z bloków kamiennych. Sklepienia są murowane i żebrowe, a więźba dachowa ma konstrukcję wieszarowo-kleszczową z zastrzałami, pokryta łupkiem w stylu angielskim.
Wieża posiada hełm o masywnej konstrukcji szkieletowej z krzyżami św. Andrzeja, obity ocynkowaną blachą. Posadzka wykonana jest z cementowych płytek. Schody zewnętrzne prowadzące do wieży są drewniane i obudowane deskami.
Do nawy, wieży i zakrystii prowadzą stylizowane, ramowo-płycinowe drzwi – niektóre z zachowanymi oryginalnymi, XVIII-wiecznymi zamkami i okuciami.

## Układ przestrzenny
Kościół orientowany, złożony z kwadratowego prezbiterium z absydą oraz prostokątnego, szerszego korpusu nawowego oddzielonego arkadą tęczową. Nawa jest dwuprzęsłowa, dwunawowa, z centralnym ośmiobocznym filarem. Od północy przylega do niej nieco przesunięta wieża, natomiast od południa, między nawą a prezbiterium – zakrystia.
Wnętrza nakryte są sklepieniami krzyżowo-żebrowymi. W nawie sklepienie jest bardziej smukłe, a jego geometria dostosowana do nietypowego, dwuosiowego planu. W prezbiterium zastosowano sklepienie o szerokich żebrach wałkowych, a w absydzie – wąskie żebra dwuwklęsłe. Zakrystia również posiada sklepienie krzyżowo-żebrowe.

## Wyposażenie
We wnętrzu zachował się barokowy ołtarz główny, kamienna chrzcielnica z 1602 roku oraz dwa XVIII-wieczne epitafia. W zakrystii można znaleźć oryginalne, późnogotyckie kraty okienne wykonane z żelaznych prętów łączonych drutem.

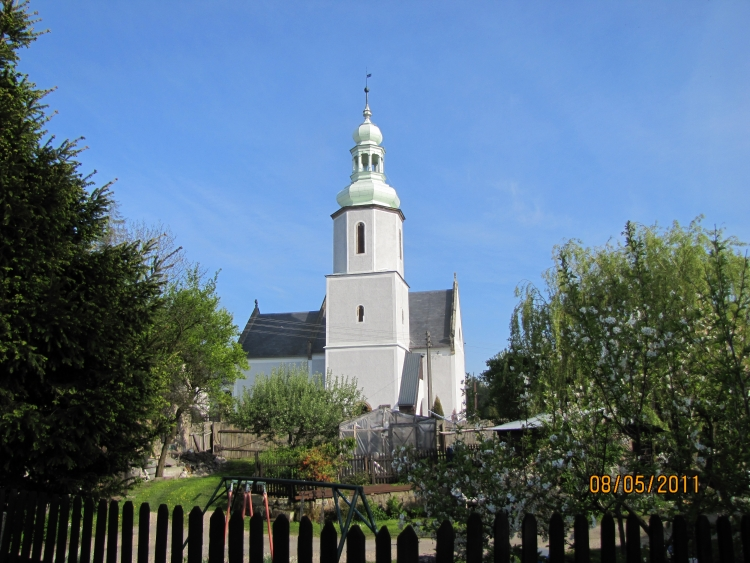
Wieża kościoła
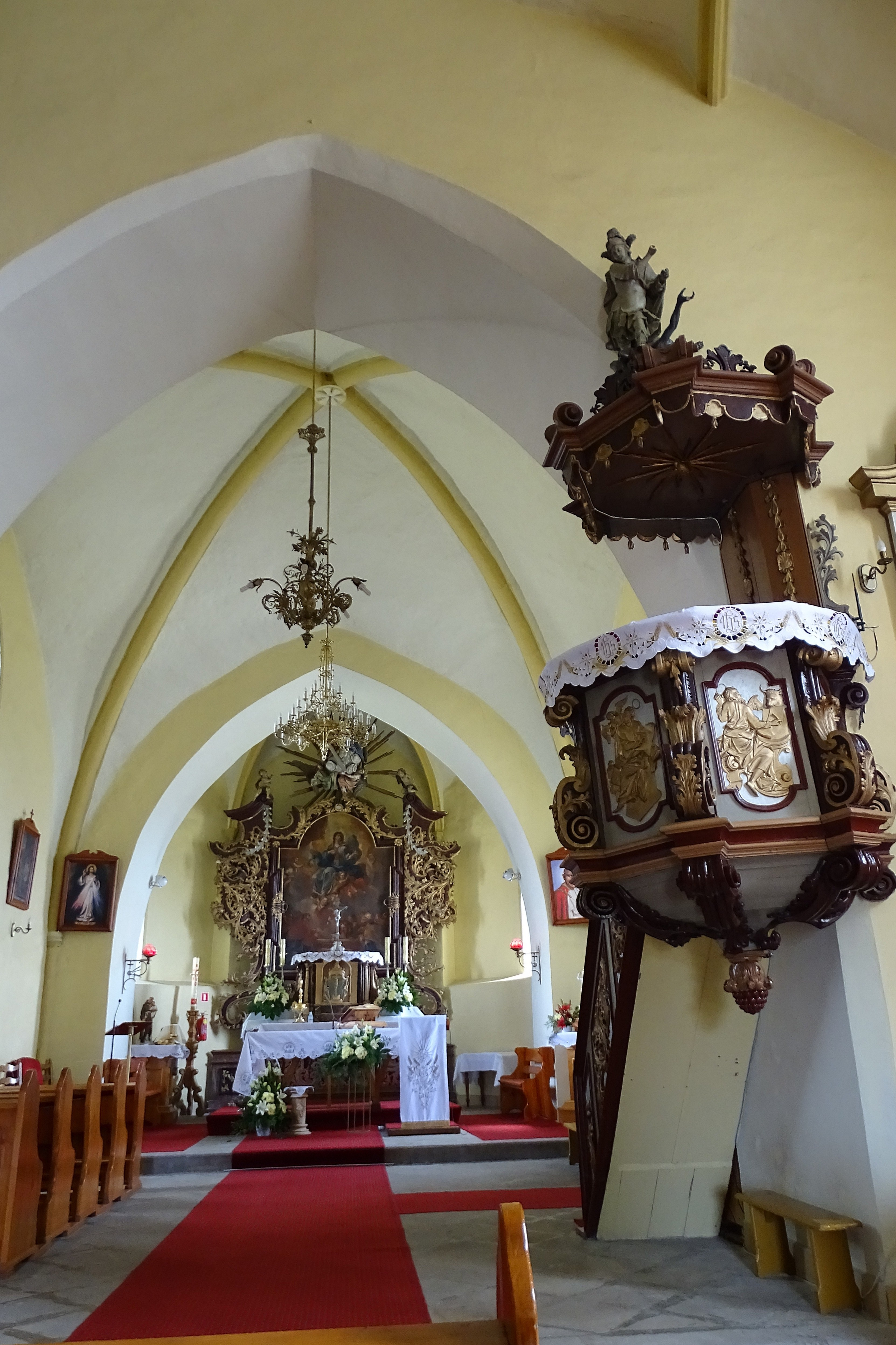
Wnętrze kościoła
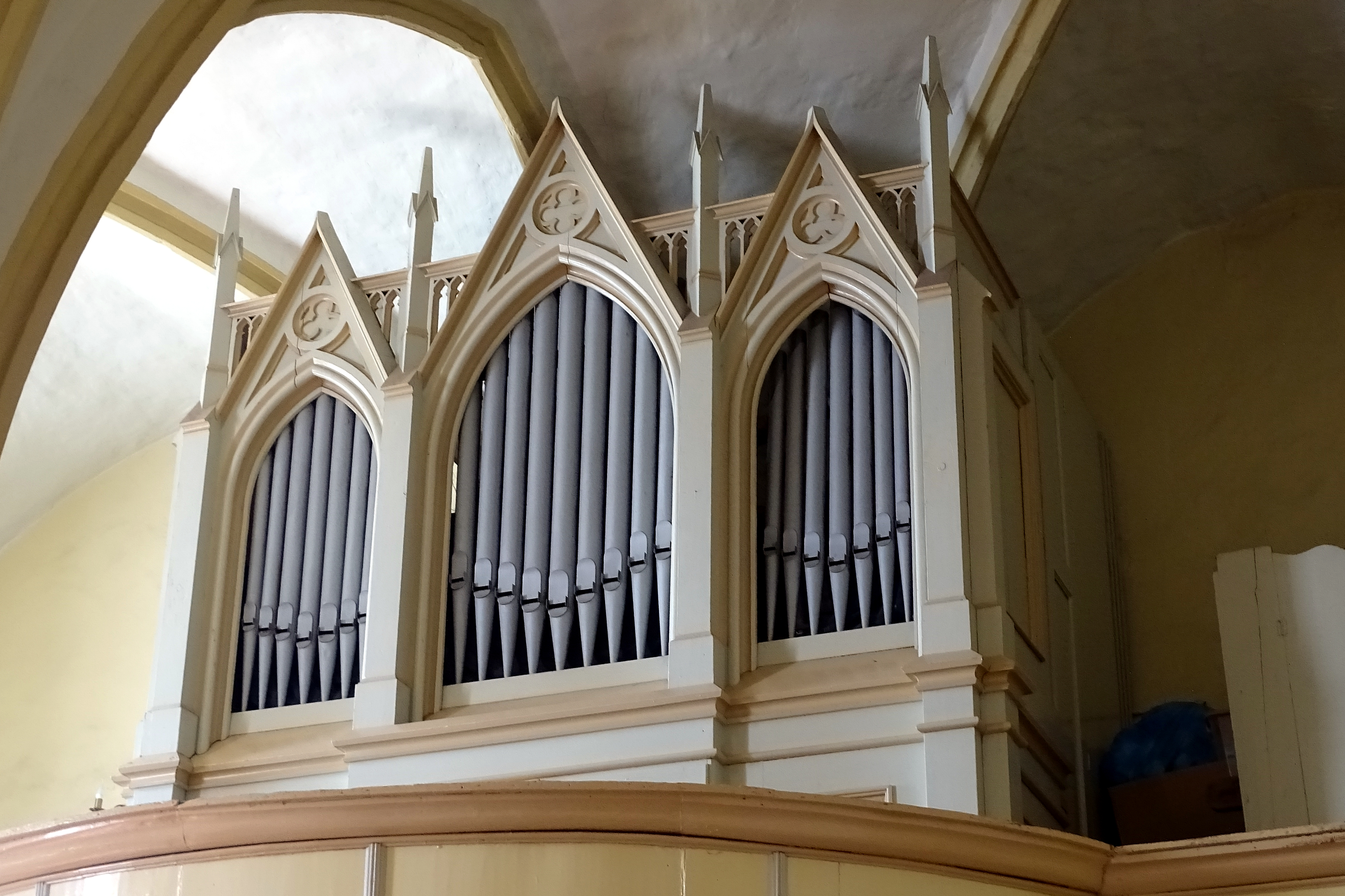
Organy
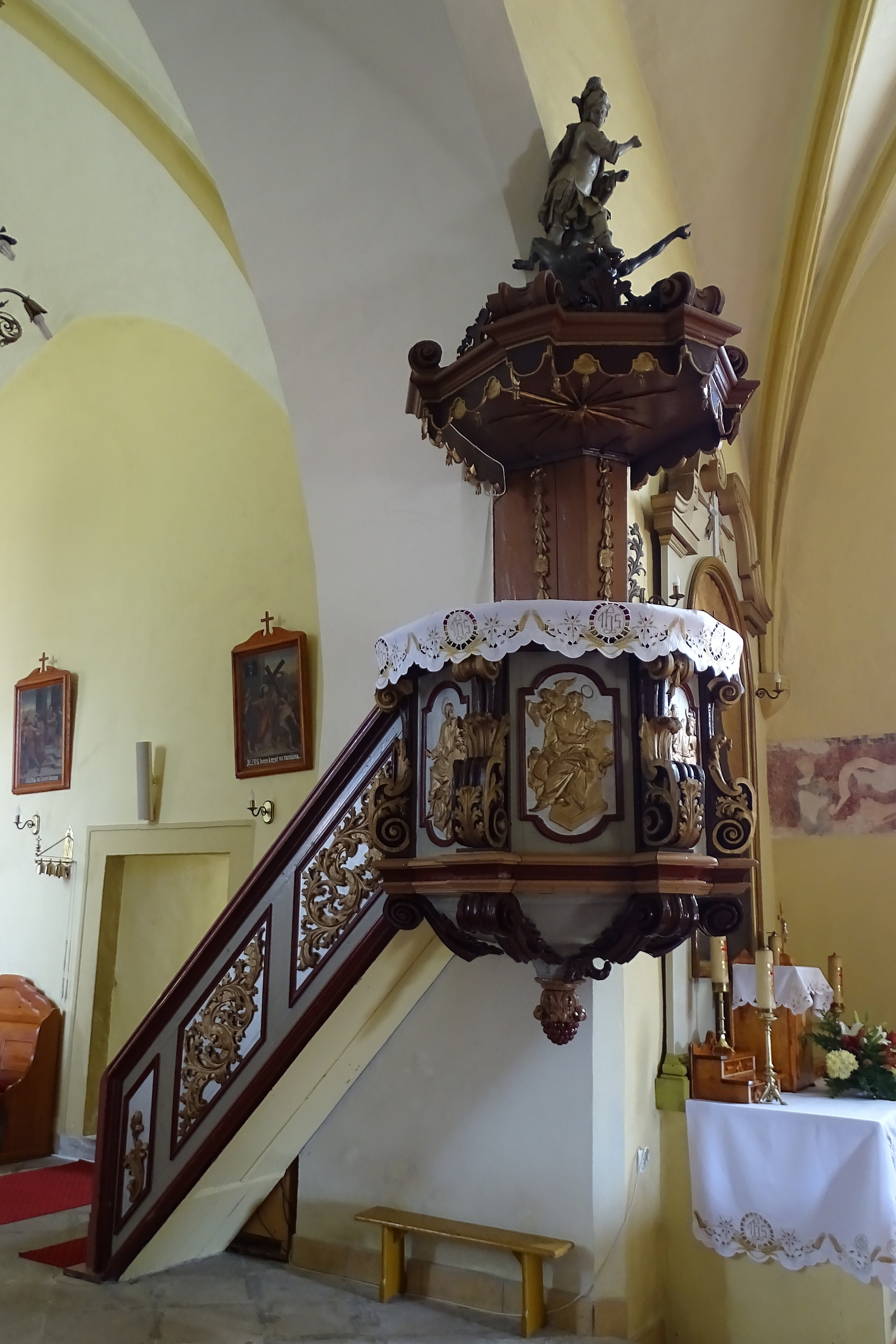
Ambona barokowa
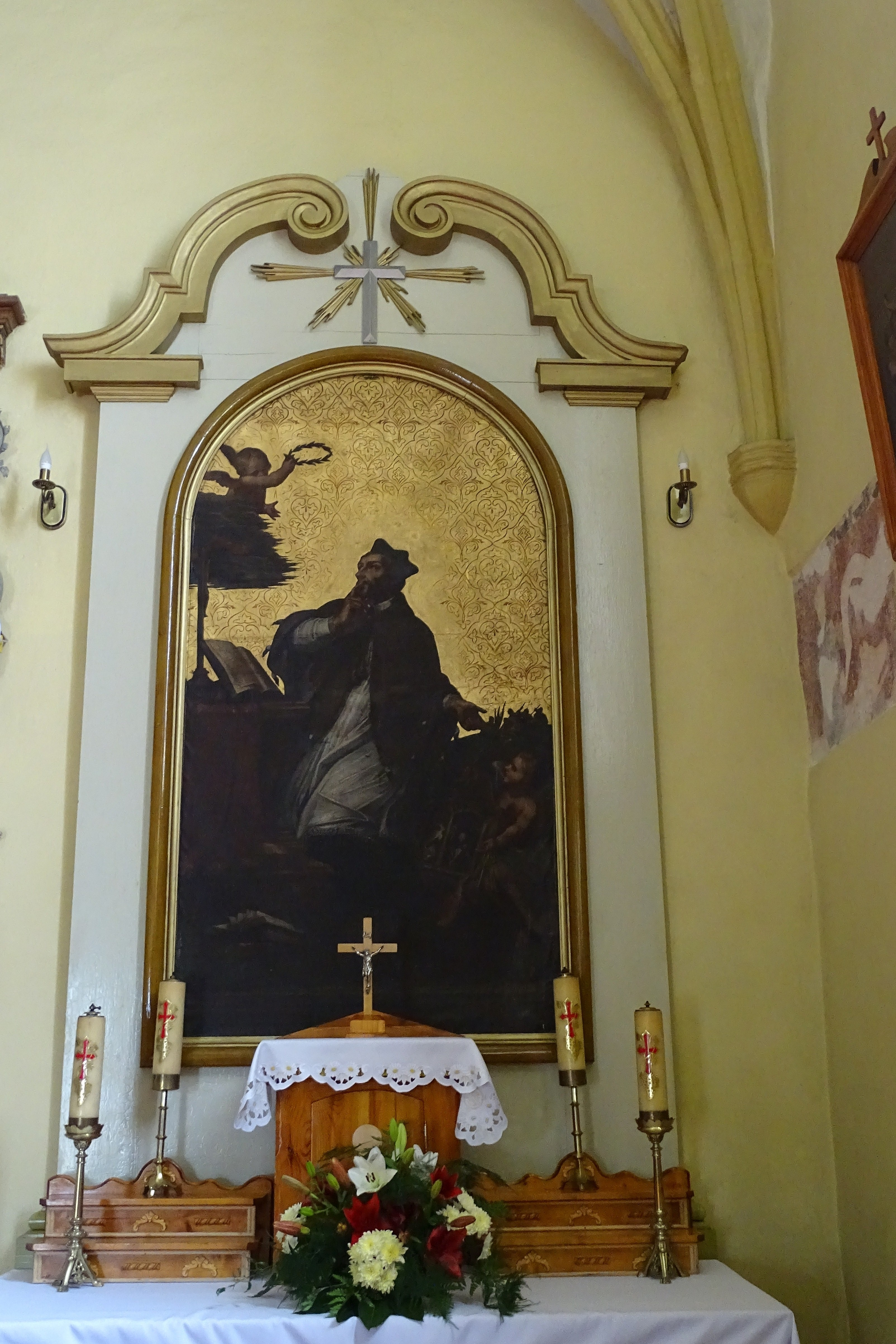
Ołtarz boczny
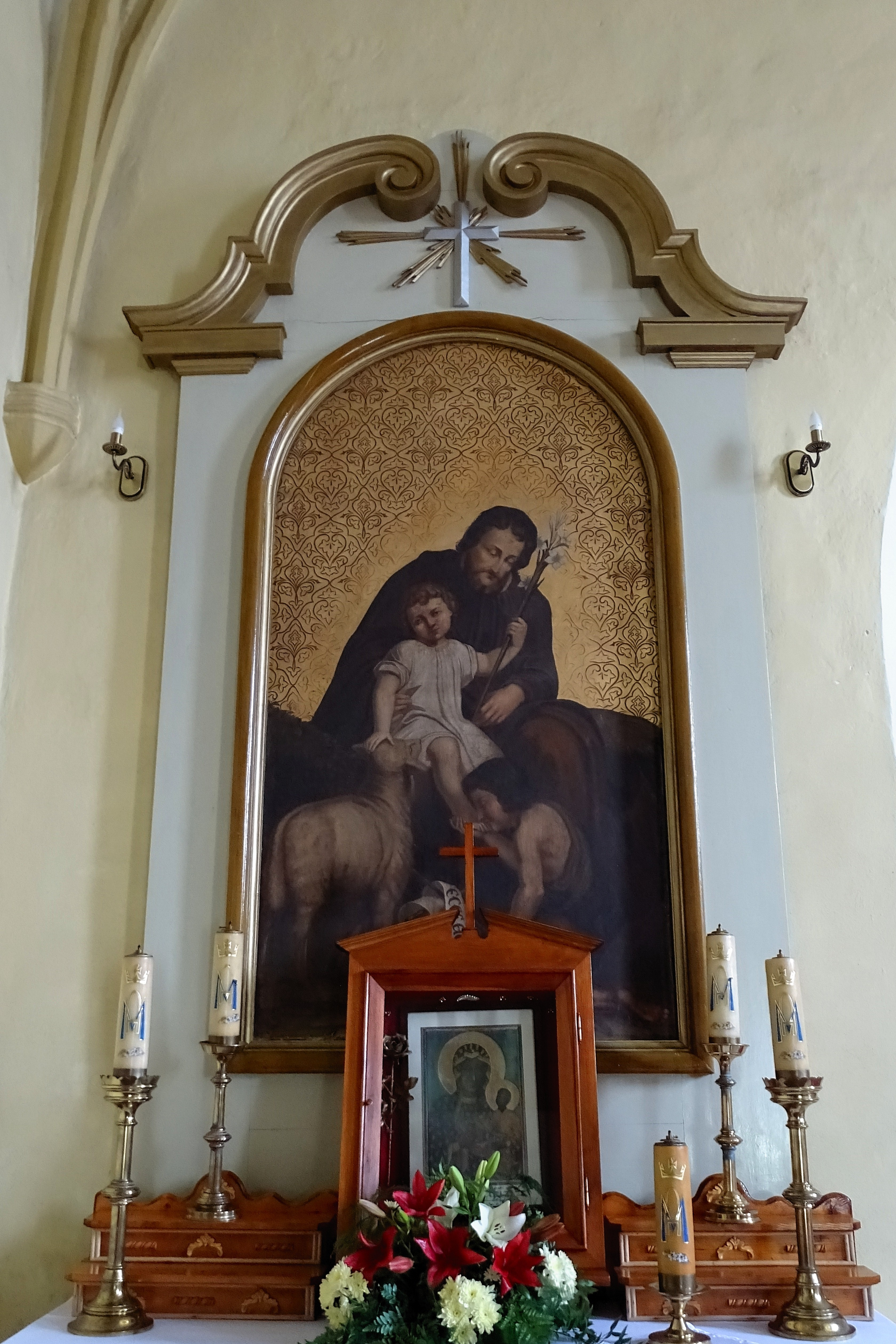
Ołtarz boczny
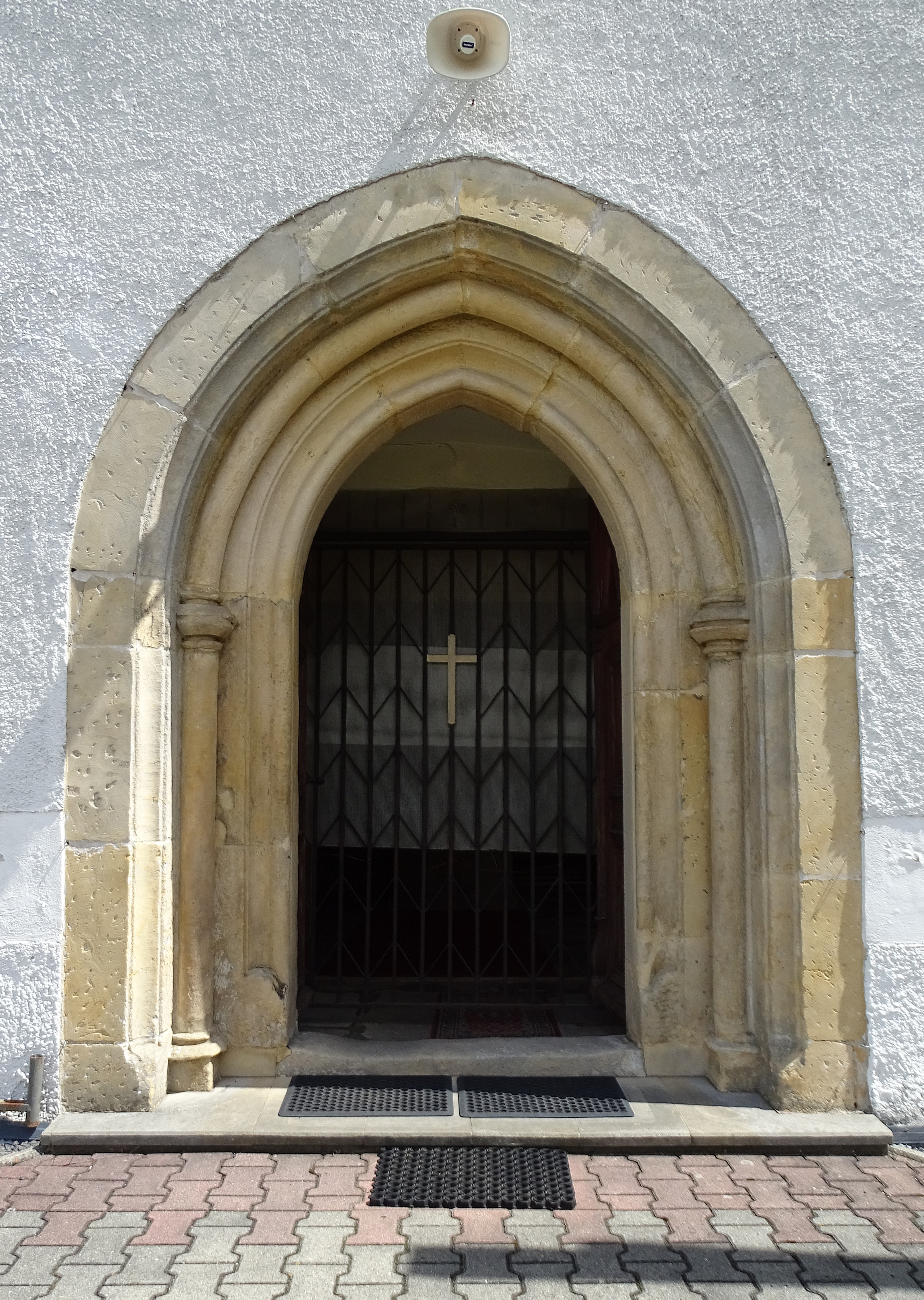
Gotycki portal zachodni
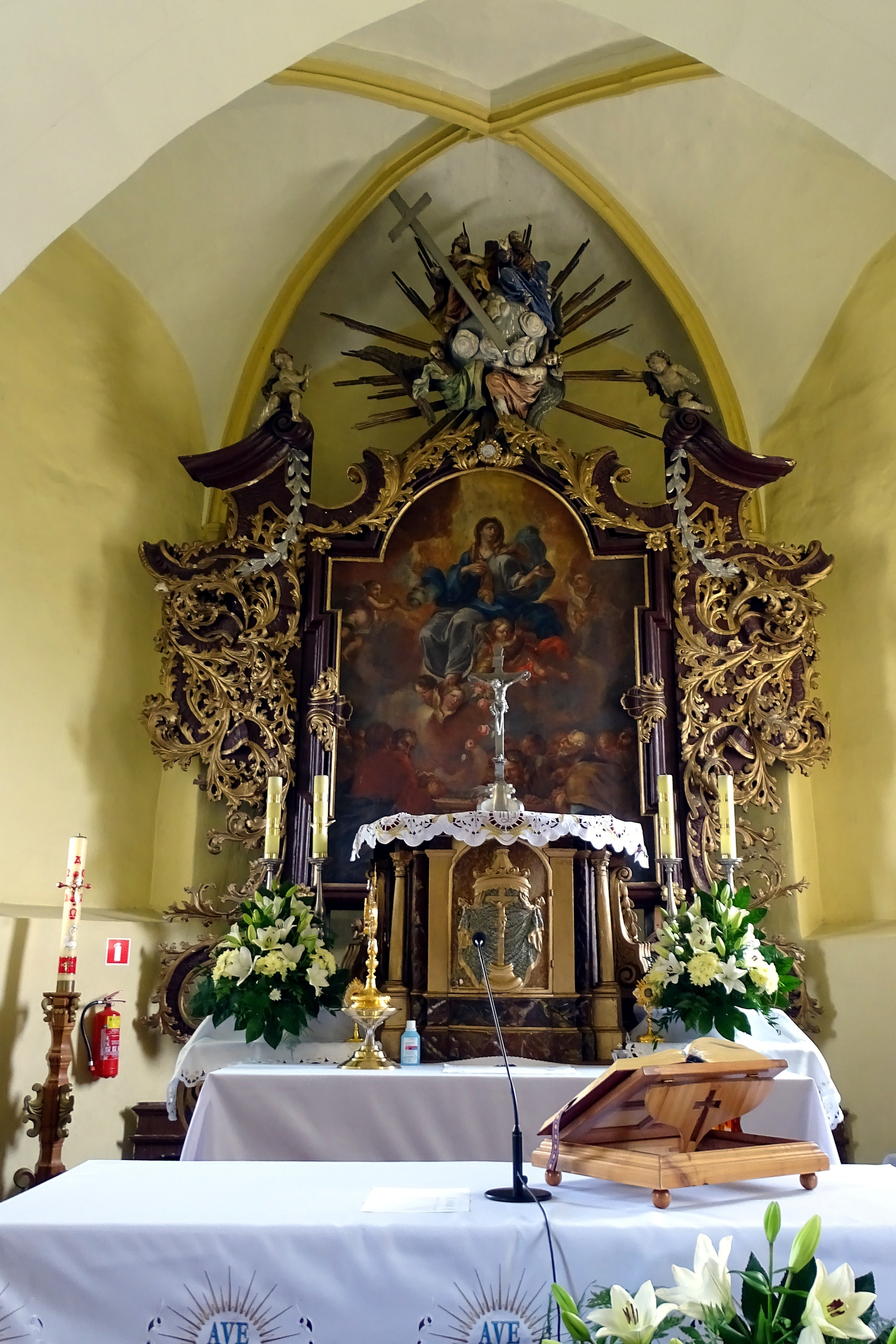
Ołtarz główny barokowy
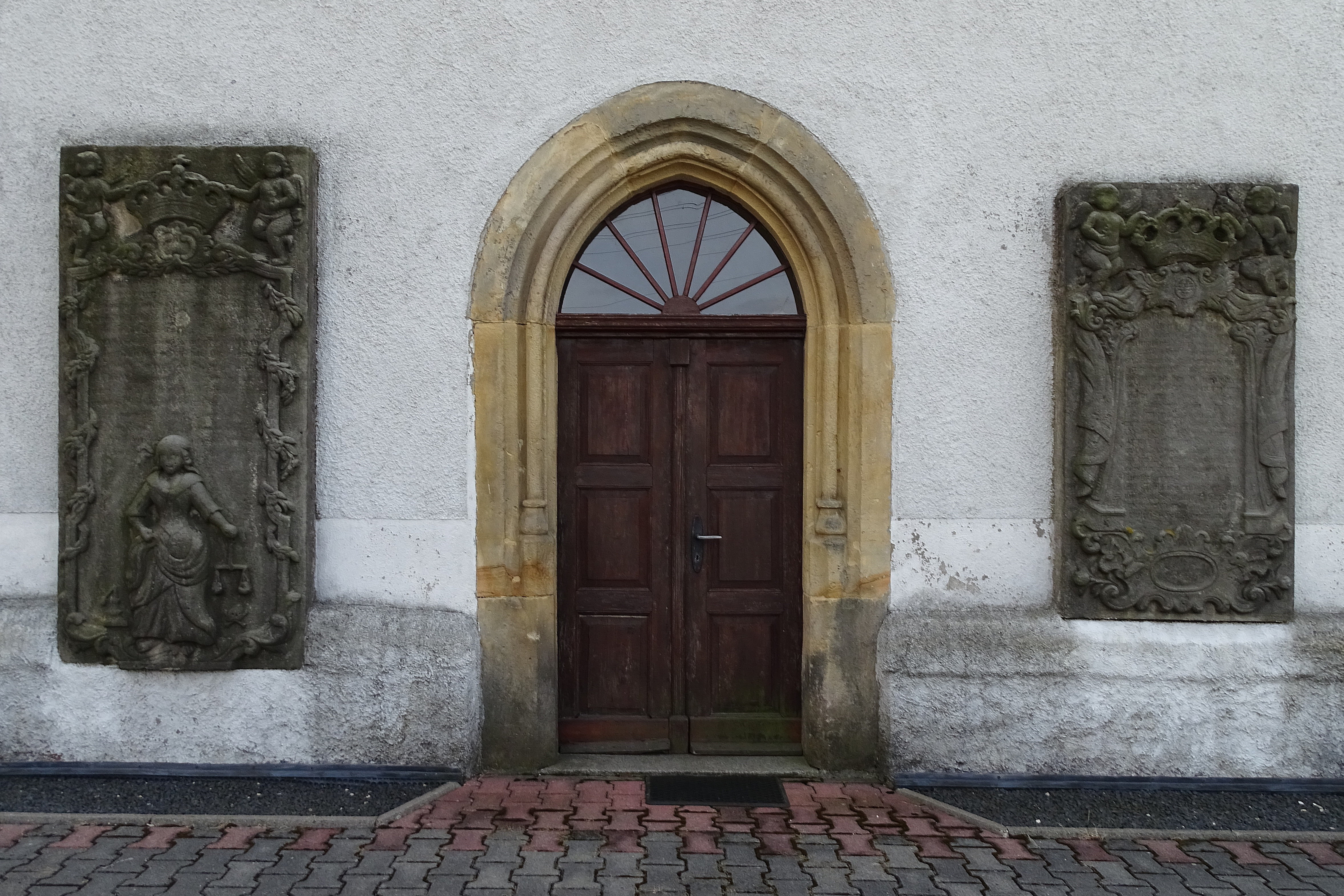
Portal północny i dwa epitafia
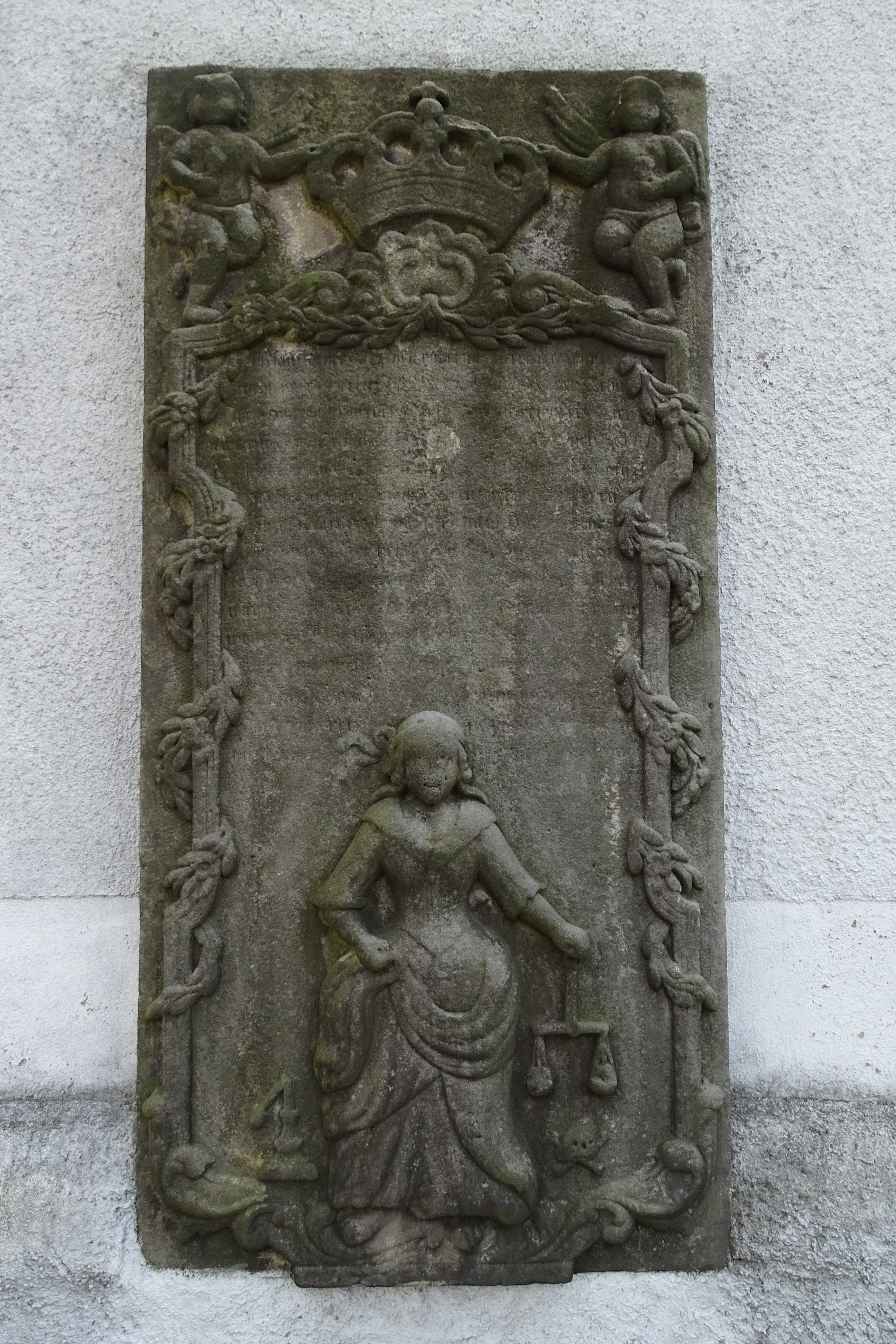
Epitafium nr 1 przy portalu północnym
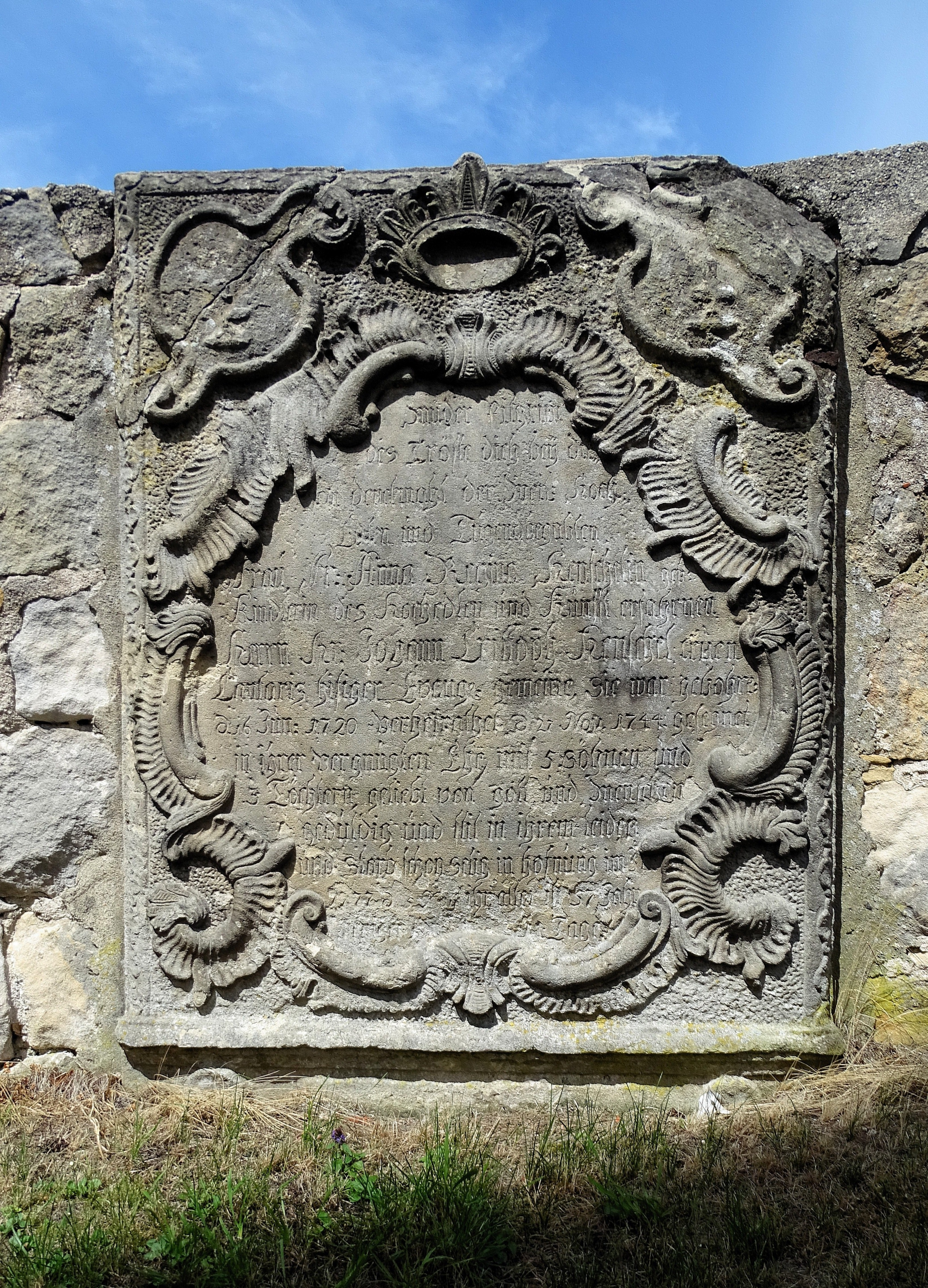
Epitafium w murze przy kościele Anny Henschel zm. 1777
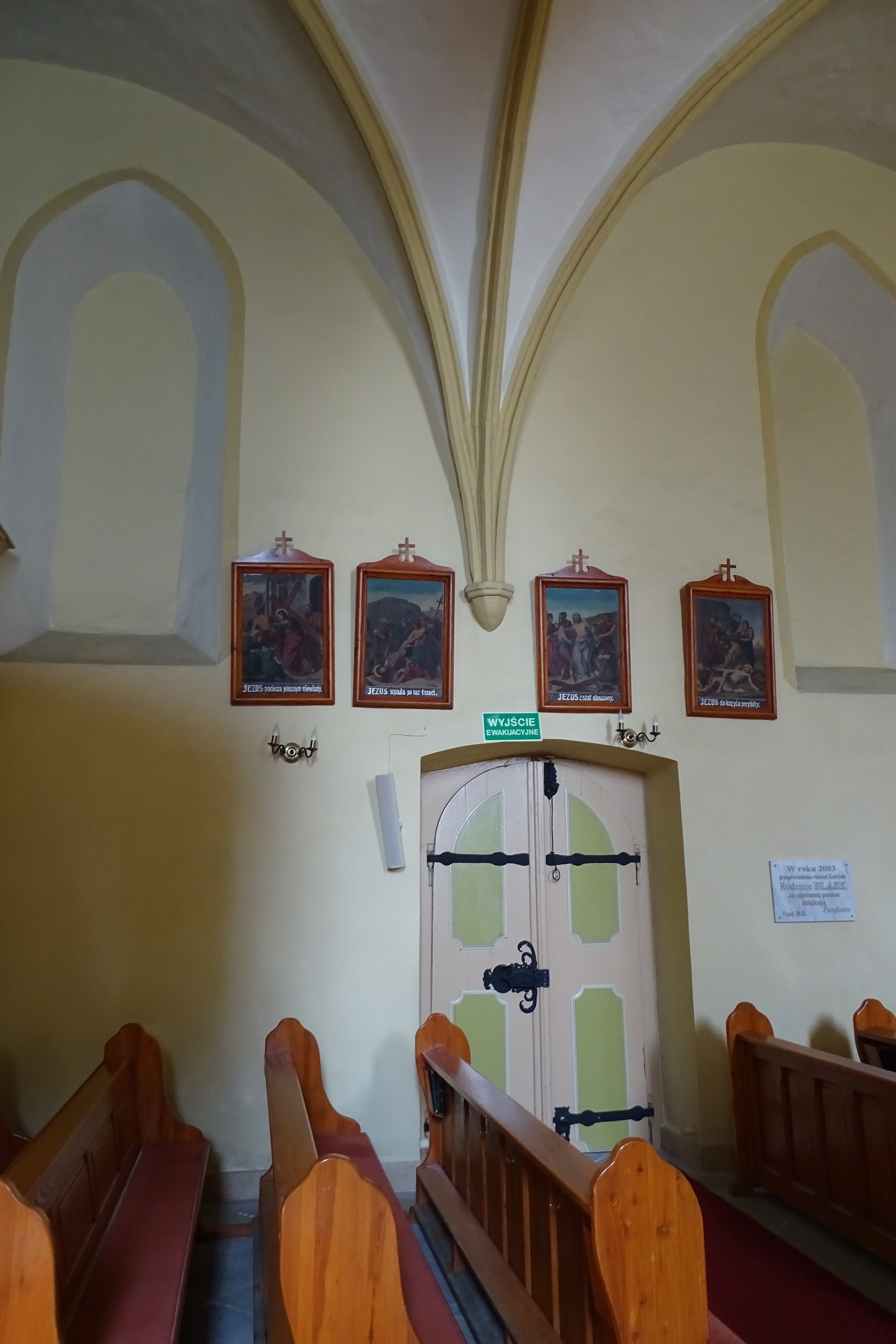
Zasklepione okna gotyckie w północnej ścianie nawy
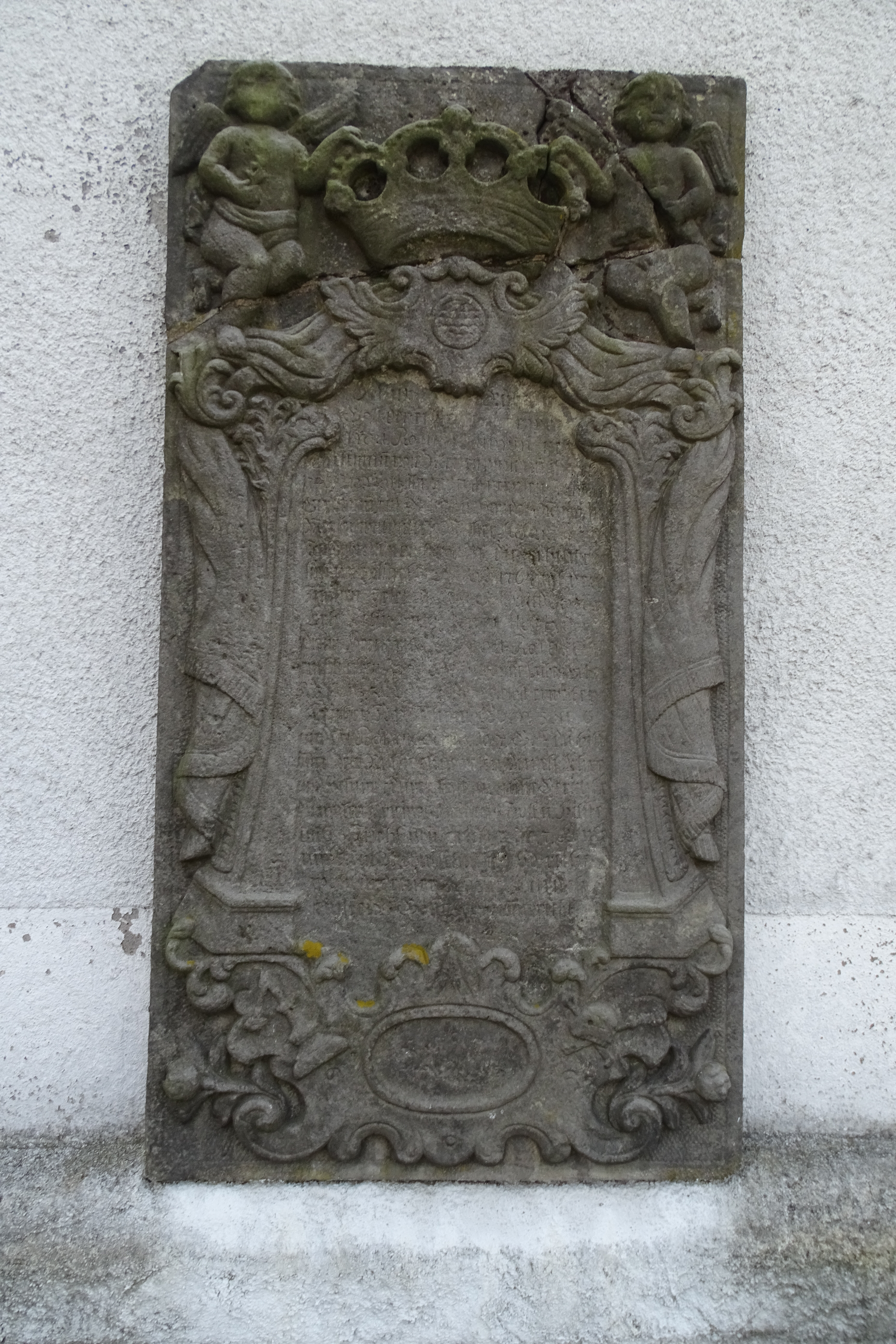
Epitafium nr 2 przy portalu północnym
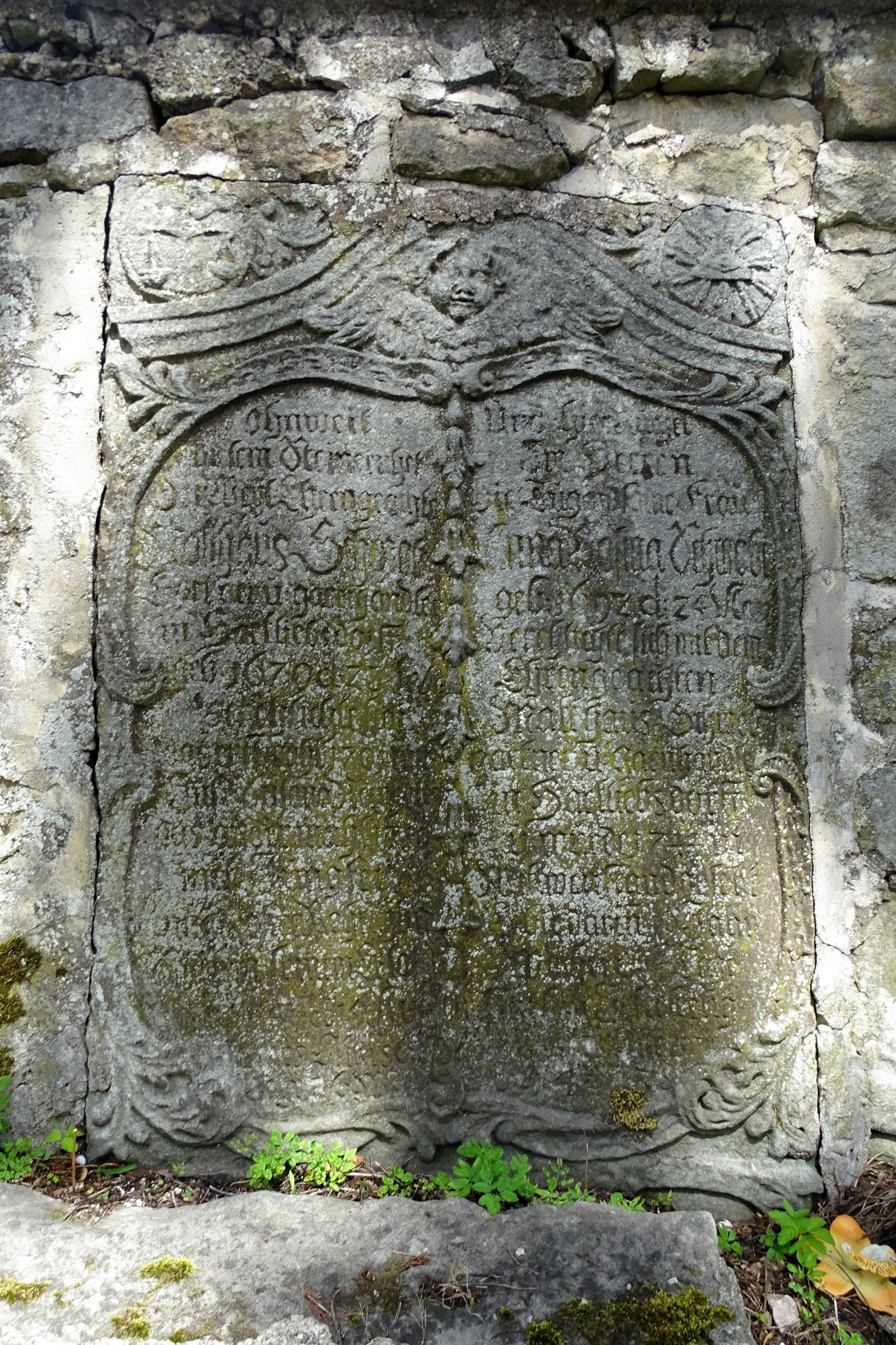
Epitafium z XVIII wieku Mathausa i Anny w murze przy kościele
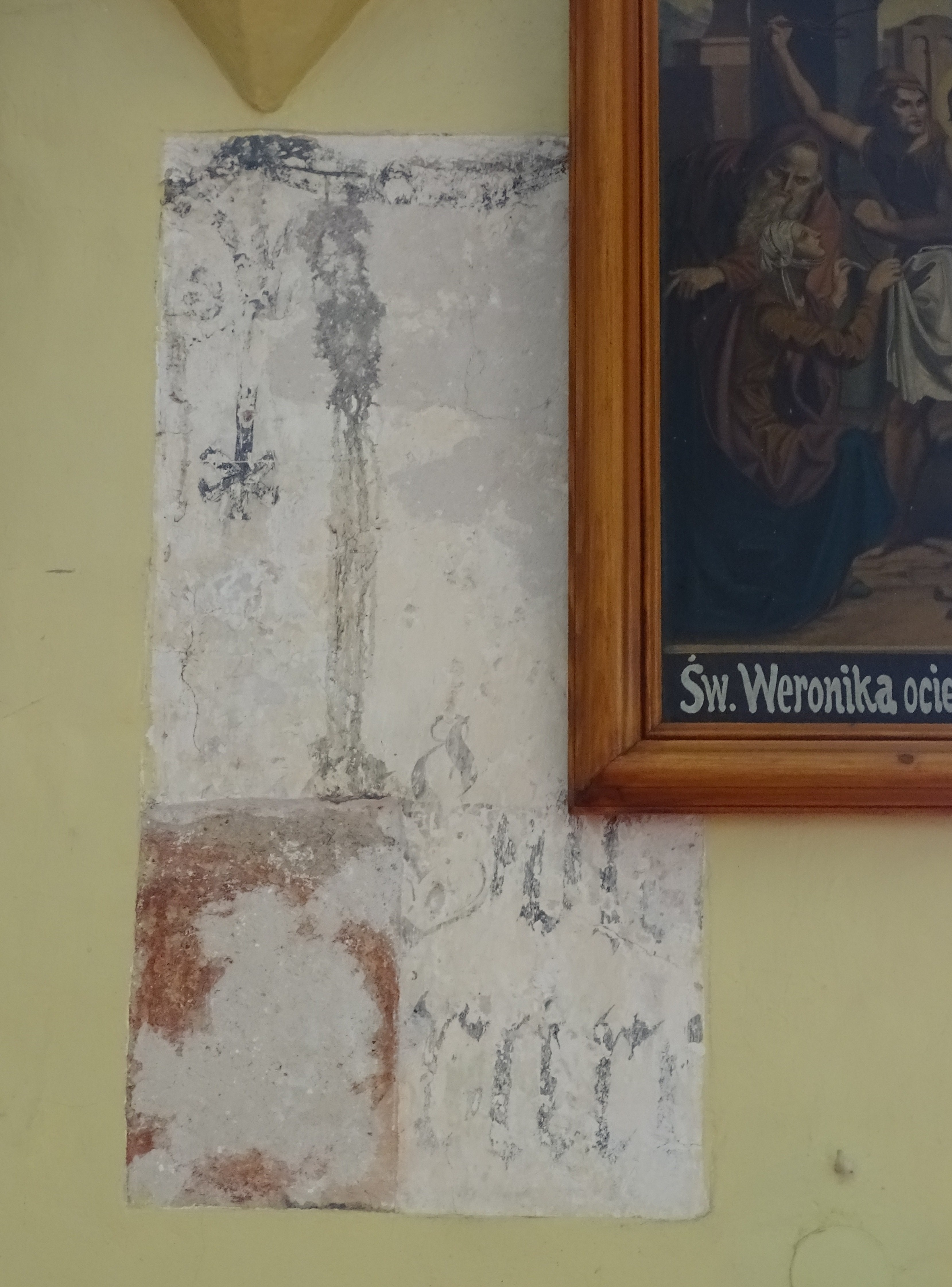
Fragment fresku średniowiecznego